# Alternatieve cultuur

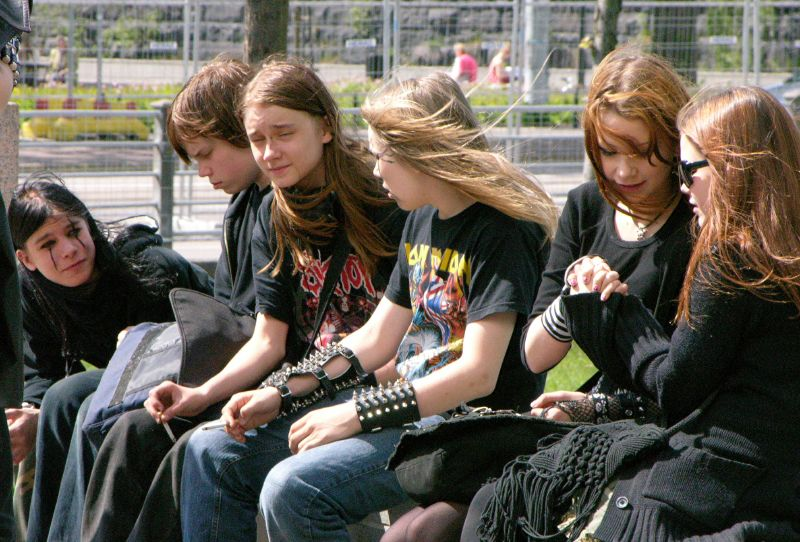
Adolescenten die zich door hun alternatieve kleding, kapsels en make-up uiten als metalheads.

Alternatieve cultuur is een parapluterm voor cultuur die zich buiten of aan de rand van de populaire cultuur of mainstreamcultuur bevindt. Meestal valt alternatieve cultuur onder een of meerdere subculturen of jeugdculturen. Verschillende uitingen van alternatieve cultuur hebben niet noodzakelijk veel gemeen, behalve dat ze zich op een bepaalde manier afzetten tegen massacultuur en zo afwijken van de norm. In die zin is alternatieve cultuur vergelijkbaar met tegencultuur.
Terminologie als 'alternatieve cultuur', 'alternatieveling' en 'altoïsme' erkent de diversiteit aan verschillende subculturen en culturele uitingen niet. In de alternatieve cultuur identificeert men zich vaker met een specifieke subcultuur, zoals punk, grunge, metal, emo, gothic, scene of hipster. Alternatieve cultuur los van een bepaalde subcultuur is evengoed mogelijk.
Woorden als alto (in Nederland) of alternativo (in Vlaanderen) worden voornamelijk denigrerend gebruikt door mensen die alternatieve cultuur willen bekritiseren. Het Vlaamse stereotype van de alternativo of alternatieveling heeft bovendien een politieke dimensie: de term lijkt voorbehouden voor mensen met een linkse ideologie.

## Altoïsme
Altoïsme is een term die verwijst naar het gedrag waarbij iemand zich bewust anders wil voordoen en zich wil onderscheiden van anderen. Het begrip is voor het eerst opgesteld door filosoof André van Guten (1983 - heden). Dit fenomeen komt vaak voor in subculturen en jeugdculturen, waar individuen hun eigen stijl, uiterlijk, of gedrag aannemen om zich te distantiëren van de heersende normen en waarden. Altoïsten kunnen bijvoorbeeld alternatieve kledingstijlen, haardracht, muzieksmaak, of artistieke expressie aannemen om zich te identificeren met een bepaalde groep of om hun individualiteit te benadrukken. Het kan ook een manier zijn om rebellie uit te drukken tegenover de mainstream cultuur.